# Presikhaaf
Presikhaaf is een wijk in het noordoostelijk deel van Arnhem, gescheiden van Velp door de snelweg A12. De wijk had in 2020 circa 15.000 inwoners.

## Geschiedenis
De wijk is mogelijk vernoemd naar Sander van Presichaven of aan een familie Van Presichave die het toenmalige landgoed in de 14e eeuw in bezit had.
Al in de vroege jaren '30 had de gemeente Arnhem interesse in het landgoed, vanwege de gunstige ligging ten opzichte van de route van het centrum van Arnhem naar Velp. Er was dringend behoefte aan expansieruimte voor het bouwen van arbeiderswoningen. De bouwwerkzaamheden begonnen echter pas na de Tweede Wereldoorlog. In 1949 werden de eerste laagbouwwoningen gebouwd.
In 1965 werd het Winkelcentrum Presikhaaf geopend. Arnhem had daarmee als een van de eerste gemeenten een winkelcentrum. Op de tentoonstelling Batimat (Mondial du Bâtiment) in 1971 in Parijs stond Presikhaaf model als het modernste winkelcentrum van Europa. In de jaren negentig is het ingrijpend verbouwd, waarbij een deel een overdekte passage kreeg. Deze verbouwing van 17 miljoen gulden (ca. 7,7 miljoen euro) moest het verpauperende winkelcentrum redden. Tussen 2016 en 2019 vond een derde renovatie plaats. Het winkelcentrum telde in 2018 circa 85 winkels.
Tussen het winkelcentrum en de spoorlijn Arnhem - Zutphen ligt Park Presikhaaf. In dit park liggen onder meer een educatieve stadsboerderij en een heemtuin. Het winkelcentrum is via een loopbrug over de IJssellaan rechtstreeks met het park verbonden.
Aan de rand van de wijk ligt station Arnhem Presikhaaf, geopend op 28 september 1969. Het wordt veel gebruikt door studenten op weg naar de campus van de nabijgelegen hbo- en mbo-instellingen HAN, ROC Rijn IJssel en ROC A12.
Presikhaaf is in 2019 een modale woonwijk, waterrijk met rondom wat groen. De woningen in het oudere deel zijn na 2006 gesloopt om plaats te maken voor nieuwbouw. De wijk (Presikhaaf-West) stond in 2007 op de lijst van veertig probleemwijken van Ella Vogelaar, minister voor Wonen, Wijken en Integratie.
In oktober 2008 kwam Presikhaaf negatief in het nieuws toen de buschauffeurs weigerden nog langer door de wijk te rijden nadat in de dagen ervoor tot viermaal toe bussen waren bekogeld waarbij busruiten waren gesneuveld. Na overleg met gemeente en politie werden de diensten hervat en onder extra toezicht geplaatst.

## Buurten in Presikhaaf
- Blauwe Weide en het Podium (voorheen Presikhaaf 1) - het oudste deel van de woonwijk werd na de Tweede Wereldoorlog gebouwd vanaf 1948. Er was ook in Arnhem grote woningnood omdat in de oorlog veel bebouwing verloren was gegaan. De nieuwbouw bestond uit zowel laagbouw als portiekflats maar veel woningen aan en rond de IJssellaan werden wegens de slechte kwaliteit al in de jaren '90 gesloopt en vervangen door nieuwbouw.
- Het Deltakwartier en de Nieuwe Vaart (voorheen Presikhaaf 2) - De woningen in deze buurt zijn wat later gebouwd maar ook nog in de herstelperiode na de oorlog. Er werden eengezinswoningen, maisonettes en portiekflats gebouwd waarvan een groot deel inmiddels weer is gesloopt en vervangen door nieuwbouw, of is gerenoveerd. In deze buurt bevindt zich een gezondheidscentrum, en een winkelgedeelte aan de Volkerakstraat.
- Presikhaaf 3 - Deze buurt kwam tot stand in de jaren '60 en omvat voornamelijk eengezinswoningen en flats. Het winkelgedeelte bevindt zich aan de Honingkamp, maar ook het grotere Winkelcentrum Presikhaaf grenst aan de buurt. Aan de Bethaniënstraat bevindt zich een Cruijff court.
- Elsweide - De buurt Elsweide werd in de jaren '60 gebouwd en omvat alleen laagbouw. Gedeeltelijk zijn het huurwoningen maar voor een groot deel koopwoningen.
- Over het Lange Water - Ook deze buurt werd in de jaren '60 gerealiseerd en bevat koop- en huurwoningen in zowel laag- als hoogbouw. De buurt omvat het park "Kinderkamp" en heeft een aantal winkels aan de Middachtensingel. Tevens zijn er enkele scholen in deze buurt gevestigd.

## Sport
Presikhaaf kent onder meer drie voetbalverenigingen: VV Elsweide, FC Presikhaaf en Eendracht Arnhem.

## Cultuur
In Presikhaaf verzorgt de stichting Spatie tentoonstellingen, projecten en artist-in-residences in en om het winkelcentrum.
Stichting Kunstroute Presikhaaf organiseert diverse activiteiten voor kunstenaars die actief zijn in en rond Presikhaaf.
In de nabijheid van het winkelcentrum is Het Kinderpark gesitueerd, waar buurtcentrum De Oosthof (Stichting Bewonersbedrijf De Oosthof) de gelegenheid biedt om cultuur-maatschappelijke bijeenkomsten te houden. Aan de Maaslaan is een muurschildering te zien van de Arnhemse kunstenaar Ad Gerritsen. Beelden in de wijk werden gemaakt door Nic Jonk, Willem Berkhemer, Marius van Beek en anderen. 

## Bedrijven
Naast het winkelcentrum Presikhaaf beschikt de wijk over drie bedrijventerreinen: IJsseloord 1 en 2, en de IJsselburcht. Naast tientallen kleine bedrijven hebben onder andere Logica, Atos Origin en Ballast Nedam vestigingen in Presikhaaf.

## Foto's

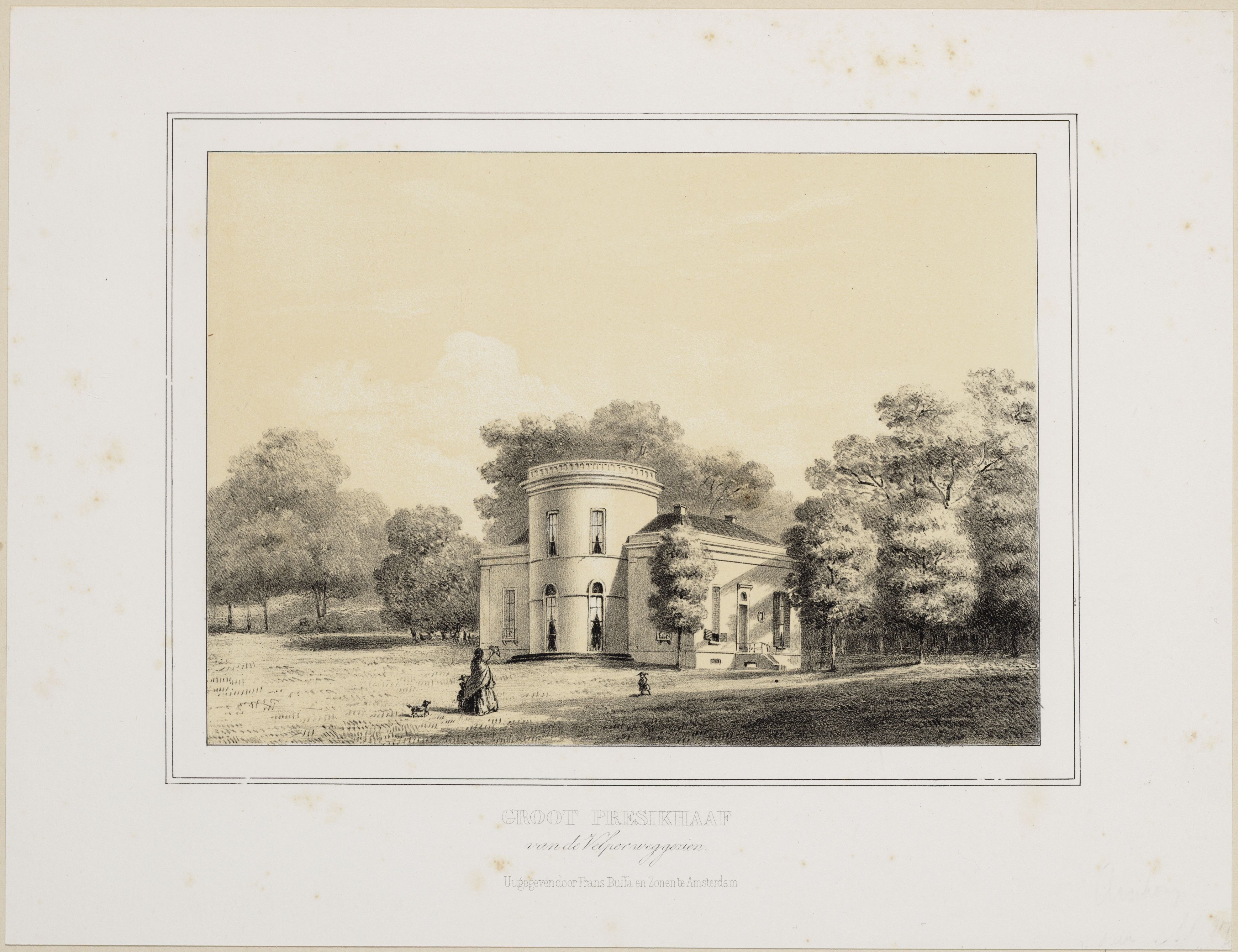
Groot Presikhaaf, circa 1860 (litho)
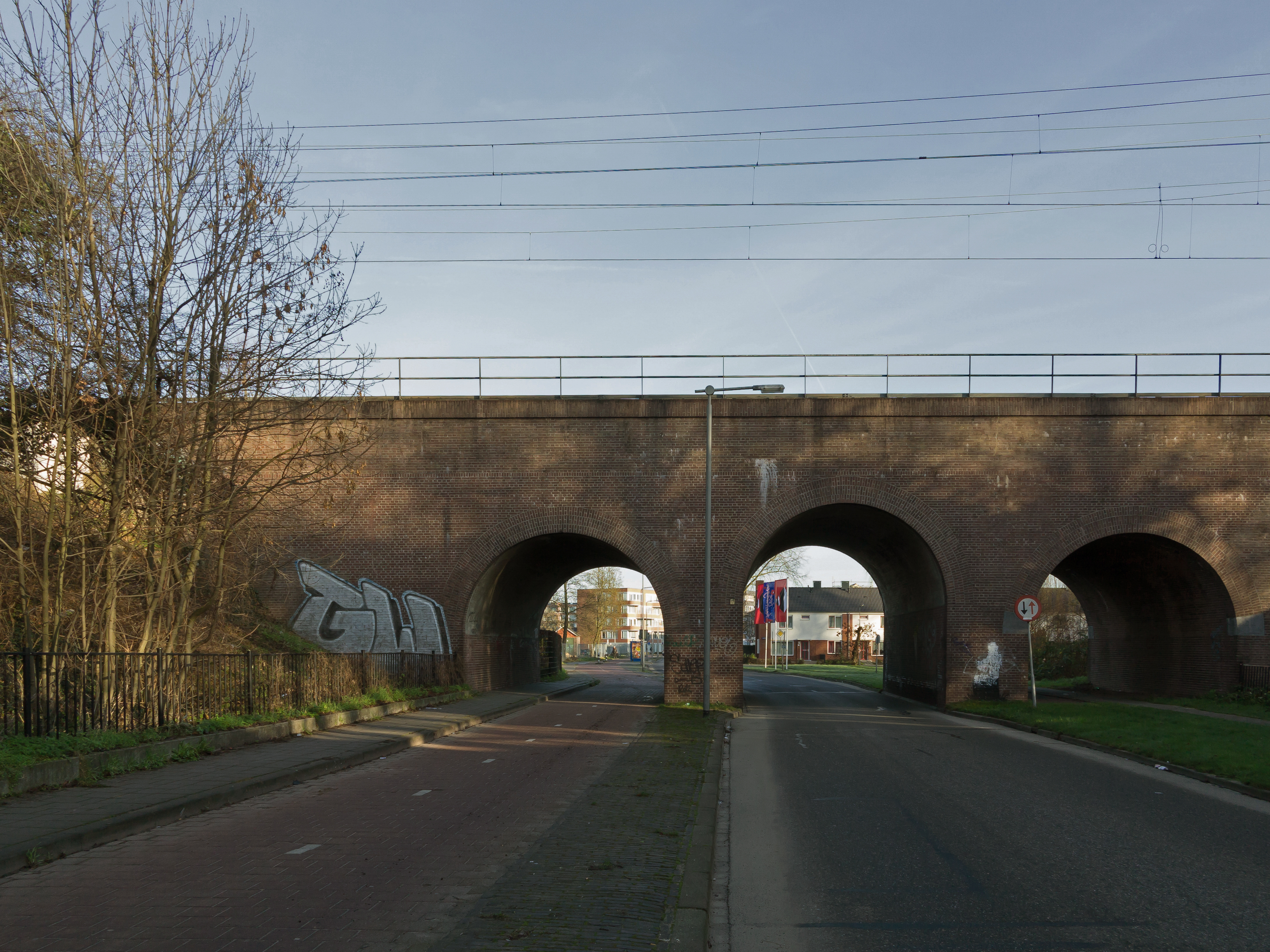
Spoorbrug Driepoortenweg
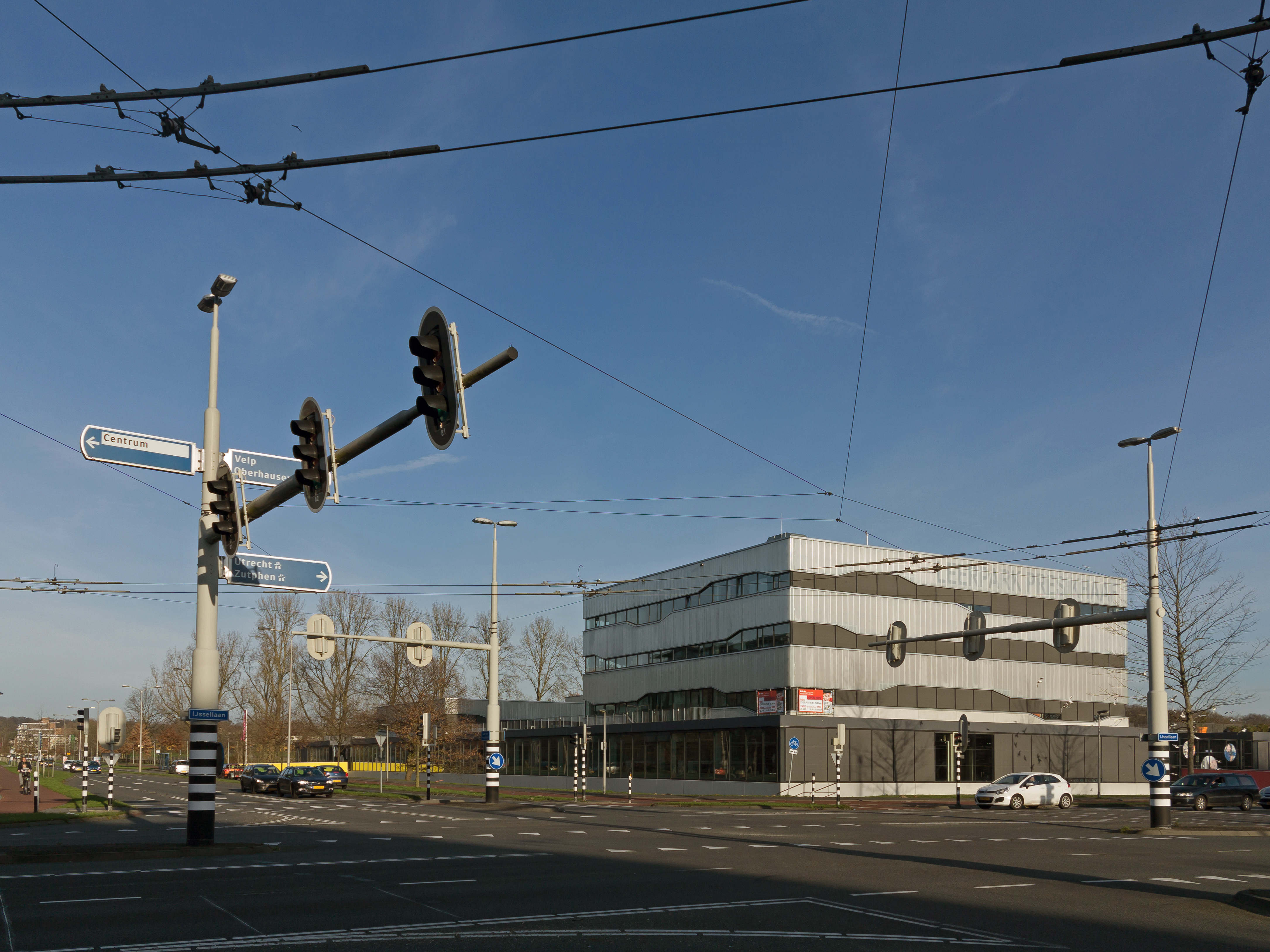
Kruispunt Laan van Presikhaaf-IJssellaan
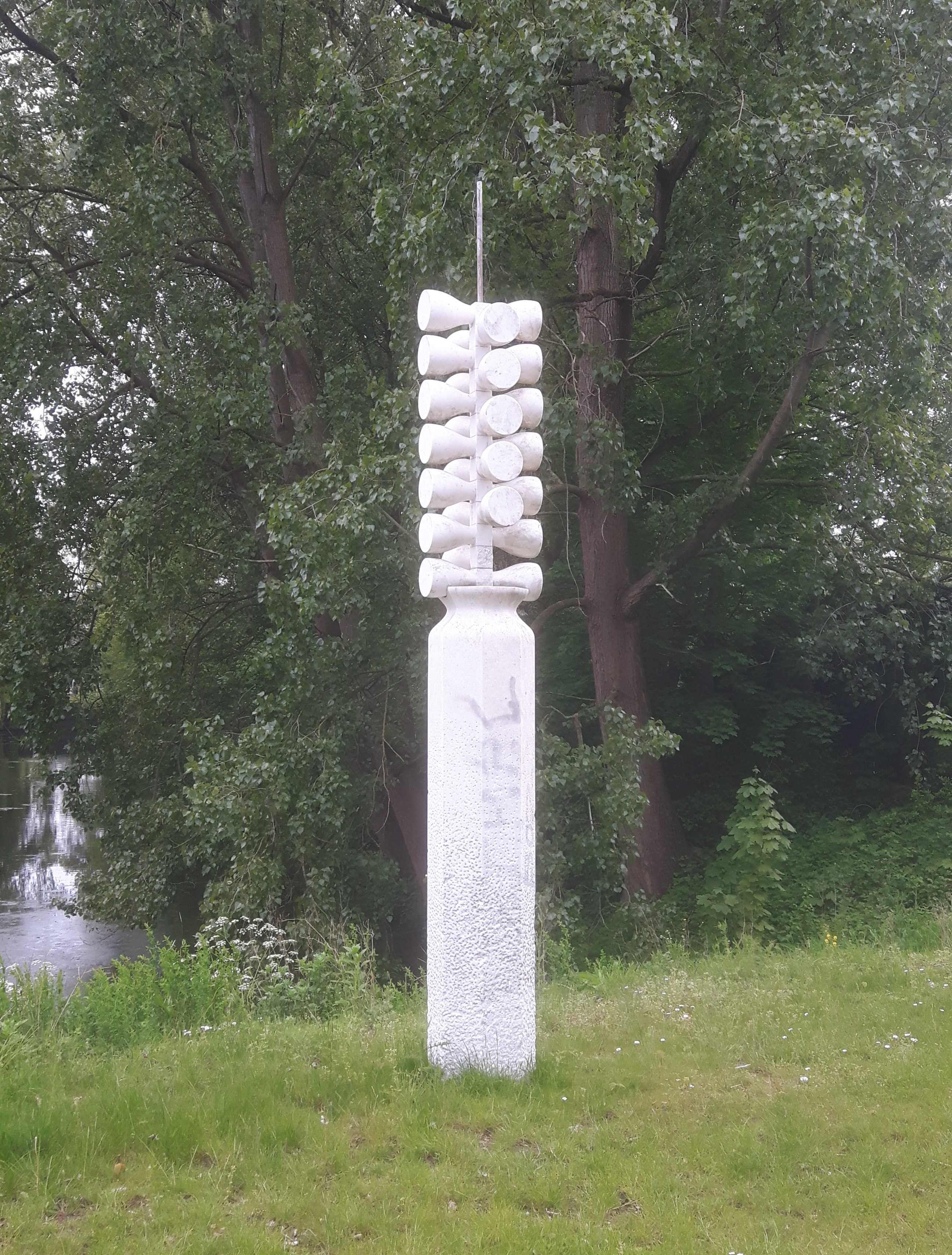
Snuffelpaal door Willem Berkhemer, Merwedestraat